# Agusti Pol
Agusti Pol (Andorra, 13 de enero de 1977) es un futbolista andorrano que se desempeña en posición de mediocampista.

## Clubes
| Club               | País    | Temporada |
| ------------------ | ------- | --------- |
| UDA Gramanet       | España  | 1995-1998 |
| FC Andorra         | Andorra | 1998-2000 |
| FC Santboià        | España  | 2000-2001 |
| UE Vilassar de Mar | España  | 2001-2005 |
| CE Mataró          | España  | 2005-2007 |

## Selección nacional
Fue internacional con la Selección de Andorra en 28 ocasiones anotando 1 gol. Su único gol para su país fue en el primer partido internacional de Andorra, una derrota por 6-1 ante Estonia el 13 de noviembre de 1996.

### Récords en la selección
| Andorra | Andorra  | Andorra |
| Año     | Partidos | Goles   |
| ------- | -------- | ------- |
| 1996    | 1        | 1       |
| 1997    | 2        | 0       |
| 1998    | 7        | 0       |
| 1999    | 9        | 0       |
| 2000    | 0        | 0       |
| 2001    | 4        | 0       |
| 2002    | 4        | 0       |
| 2003    | 1        | 0       |
| Total   | 28       | 1       |

## Goles como internacional
| N.º | Fecha                   | Lugar                                                          | Oponente | Gol | Resultado | Competición |
| --- | ----------------------- | -------------------------------------------------------------- | -------- | --- | --------- | ----------- |
| 1.  | 13 de noviembre de 1996 | Estadio Comunal de Andorra la Vieja, Andorra la Vieja, Andorra | Estonia  | 1–1 | 1–6       | amistoso    |